# Aphelocoma
Aphelocoma là một chi chim trong họ Corvidae.

## Các loài
- Quạ thông một màu, Aphelocoma unicolor
- Quạ thông ngực xám, Aphelocoma ultramarina
- Quạ thông Mexico, Aphelocoma wollweberi
- Quạ thông Florida, Aphelocoma coerulescens
- Quạ thông Woodhouse, Aphelocoma woodhouseii
- Quạ thông California, Aphelocoma californica
- Quạ thông đảo, Aphelocoma insularis

## Hình ảnh

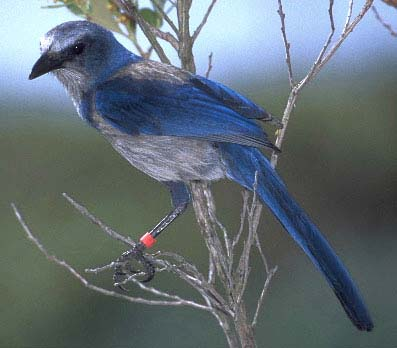
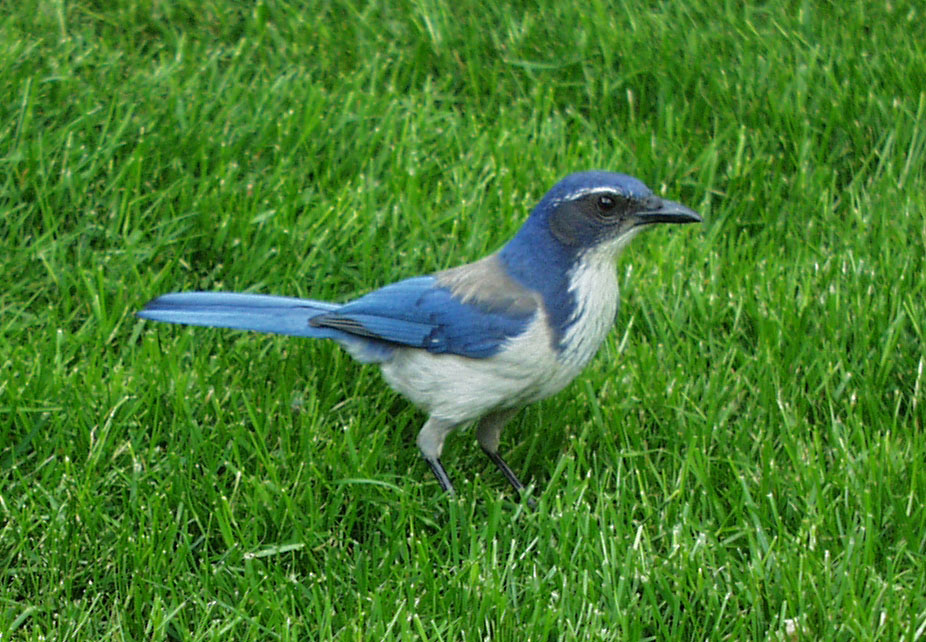
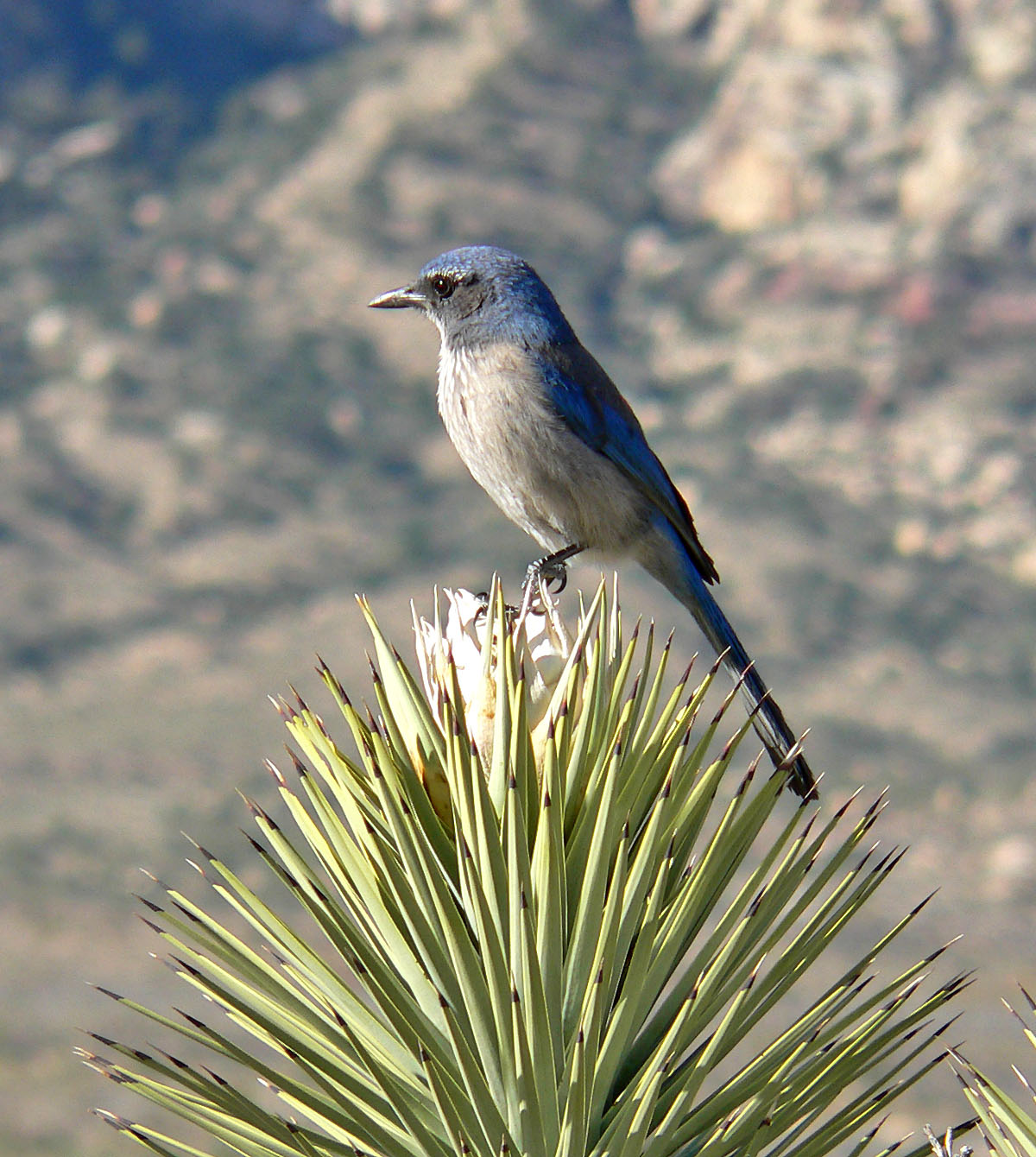
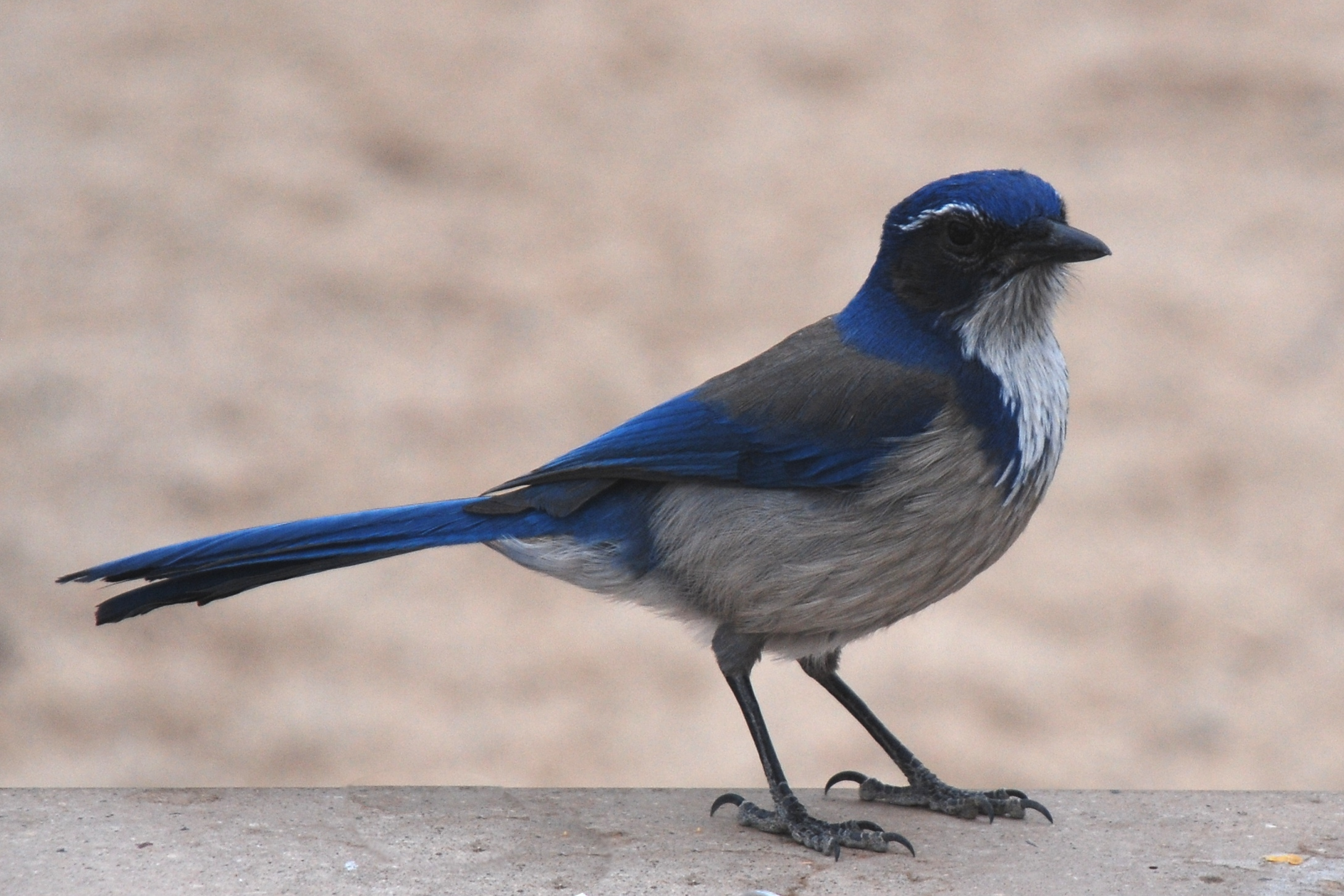